# Jon Donahue
Jonathon „Jon“ Robert Donahue (* 23. Dezember 1973 in Binghamton, New York) ist ein US-amerikanischer Schauspieler, Regisseur und ehemaliger Reporter. 

## Biografisches
Jon Donahue arbeitete zunächst als Reporter für den zu CBS gehörenden Fernsehsender WBNG-TV. Während dieser Tätigkeit interviewte er regelmäßig Schauspieler, wodurch sein Interesse an diesem Berufsfeld geweckt wurde. Infolgedessen zog Donahue 1999 nach Los Angeles, wo er sich mit diversen Jobs (unter anderem als Fremdenführer in den Universal Studios) über Wasser hielt, während er eine Ausbildung an der Playhouse West Acting School absolvierte. 
Als Schauspieler war Donahue besonders häufig in Filmproduktionen mit Tom Hanks als Hauptdarsteller zu sehen.  So agierte er in den Filmen Ladykillers (2004) und lluminati (2009) als Stand-In für Hanks. Auch in den Filmen Cloud Atlas (2012), Bridge of Spies – Der Unterhändler (2015), Inferno (2016), Die Verlegerin (2017), Greyhound – Schlacht im Atlantik (2020) sowie Ein Mann namens Otto (2022) war Donahue szenenweise Double für Hanks und zusätzlich als Schauspieler in kleinen Nebenrollen zu sehen.
Neben seiner Arbeit als Schauspieler und Double, war Donahue auch bereits in anderen Bereichen der Filmbranche tätig gewesen. So war er als Produktionsassistent an Filmen wie Big Mama’s Haus (2000), Constantine, Die Geisha (beide von 2005) sowie Spider-Man 3 (2007) beteiligt. Als Regisseur realisierte er vereinzelte Episoden der Fernsehserien Crafty (2010) und Beyond the Marquee (2011–2013) sowie den Kurzfilm Beyond the Marquee (2014).

## Filmografie (Auswahl)
- 2004: After the Sunset (unaufgeführt)
- 2006: Relative Strangers (unaufgeführt)
- 2007: Koreatown
- 2009: Heroes (Fernsehfilm, 1 Folge)
- 2009: The Romantic Foibles of Esteban (Fernsehserie, 1 Folge)
- 2009: Freeze Frame (Kurzfilm)
- 2009–2010: Crafty (Fernsehserie, 9 Folgen)
- 2010: First Edition (Fernsehserie,  5 Folgen)
- 2011: Beverly Hills Chihuahua 2
- 2010–2011: Men of a Certain Age (Fernsehserie, 2 Folgen)
- 2012: Cloud Atlas
- 2012: Frankenweenie
- 2013: 1600 Penn (Fernsehserie,  1 Folge)
- 2013: Alma (Kurzfilm)
- 2014: Enlisted (Fernsehserie, 1 Folge)
- 2015: Bridge of Spies – Der Unterhändler (Bridge of Spies)
- 2016: Ein Hologramm für den König (A Hologramm for the King)
- 2016: Roadies (Fernsehserie, 1 Folge)
- 2016: Inferno
- 2017: Die Verlegerin (The Post)
- 2018: Criminal Minds (Fernsehserie, 1 Folge)
- 2020: Greyhound – Schlacht im Atlantik (Greyhound)
- 2020: An American Pickle
- 2022: Pistol (Fernsehserie, 1 Folge)
- 2022: X-Factor: Das Unfassbare (Beyond Belief, 1 Folge)
- 2022: Ein Mann namens Otto (A Man Called Otto)